# 1. līga
De 1. līga is het tweede niveau van het voetbal in Letland. De competitie werd in 1992 gestart.
Er nemen veertien clubs deel en de kampioen promoveert direct naar de Virslīga. De nummer twee speelt beslissingswedstrijden tegen de nummer een-na-laatst uit de Virslīga. De onderste twee ploegen op de ranglijst degraderen naar de 2. līga. In 2009 werd de Virslīga uitgebreid en degradeerde er geen club en naast de kampioen promoveerde ook de nummer twee uit de 1. līga die nu uit twaalf ploegen bestaat.

## Kampioenen
| Seizoen | Winnaar                       | Aantal titels | Opmerking | Runner-up                |
| ------- | ----------------------------- | ------------- | --------- | ------------------------ |
| 2023    | Grobiņas SC                   | 1 (1)         |           | Riga FC-2                |
| 2022    | FS Jelgava                    | 1 (1)         |           | Riga FC-2                |
| 2021    | FK Auda                       | 2 (2)         |           | FS Tukums 2000/TSS       |
| 2020    | Lokomotiva Daugavpils         | 1 (1)         |           | FK Auda                  |
| 2019    | FK Tukums 2000                | 1 (1)         |           | SK Super Nova            |
| 2018    | BFC Daugavpils/Progress       | 2 (2)         |           | SK Super Nova            |
| 2017    | Valmiera Glass VIA            | 1 (1)         |           | FK Progress/AFA Olaine   |
| 2016    | SK Babīte                     | 1 (1)         |           | AFA Olaine/SK Super Nova |
| 2015    | FC Caramba/Dinamo             | 1 (1)         |           | Valmieras FK             |
| 2014    | FB Gulbene 2005               | 2 (2)         |           | Rēzeknes FA              |
| 2013    | BFC Daugava                   | 1 (1)         |           | FB Gulbene 2005          |
| 2012    | FK Liepājas Metalurgs-2       | 1 (1)         |           | FK Ilūkste               |
| 2011    | FS Metta/LU                   | 1 (1)         |           | Liepājas Metalurgs-2     |
| 2010    | FB Gulbene 2005               | 1 (1)         |           | Jūrmala                  |
| 2009    | FK Jelgava                    | 1 (1)         |           | FK Jaunība Rīga          |
| 2008    | FC Daugava                    | 1 (1)         |           | FC Tranzīts              |
| 2007    | FK Vindava Ventspils          | 1 (1)         |           | FK Blāzma Rēzekne        |
| 2006    | JFK Olimps Rīga               | 1 (1)         |           | Ditton-2 Daugavpils      |
| 2005    | Skonto-2 Rīga                 | 1 (1)         |           | FK Ventspils-2           |
| 2004    | FK Ventspils-2                | 1 (1)         |           | Skonto-2 Riga            |
| 2003    | FK Jūrmala                    | 1 (1)         |           | Multibanka Rīga          |
| 2002    | RKB-Arma Rīga                 | 1 (1)         |           | Ditton Daugavpils        |
| 2001    | FK Auda                       | 1 (1)         |           | RKB-Arma Rīga            |
| 2000    | Zibens-Zemessardze Daugavpils | 1 (1)         |           | Skonto/Metāls Rīga       |

- 1999: LU/Daugava
- 1998: PFK
- 1997: Ranto-AVV
- 1996: FK Vecrīga
- 1995: FK Jūrnieks
- 1994: FK Kvadrāts
- 1993: Gemma-RFS
- 1992: Decemviri

Albanië · 
Andorra · 
Armenië · 
Azerbeidzjan · 
België (tot 2016 / vanaf 2016) ·
Bhutan ·
Bosnië-Herzegovina (BiH) · 
Bosnië-Herzegovina (RS) · 
Bulgarije · 
Curaçao · 
Cyprus · 
Denemarken · 
Duitsland · 
Engeland · 
Estland · 
Faeröer · 
Finland · 
Frankrijk · 
Georgië · 
Gibraltar · 
Griekenland · 
Hongarije · 
Ierland · 
IJsland · 
Israël · 
Italië · 
Kazachstan · 
Kosovo · 
Kroatië · 
Letland · 
Litouwen · 
Luxemburg · 
Malta · 
Moldavië · 
Montenegro · 
Nederland · 
Noord-Ierland · 
Noord-Macedonië · 
Noorwegen · 
Oekraïne · 
Oostenrijk · 
Polen · 
Portugal · 
Roemenië · 
Rusland · 
Schotland · 
Servië · 
Servië en Montenegro (FR Joegoslavië) ·
Slovenië · 
Slowakije · 
Sovjet-Unie · 
Spanje · 
Tsjechië · 
Tsjecho-Slowakije ·
Turkije · 
Turkse Republiek Noord-Cyprus · 
Wales (Noord) · 
Wales (Zuid) · 
Wit-Rusland · 
Zweden · 
Zwitserland